# Arne Karlsson
Ernst Arne Karlsson (Örebro, 23 de março de 1936) é um velejador sueco, medalhista olímpico. Ele competiu nos Jogos Olímpicos de Verão de 1964 na classe 5.5 Metre e conquistou a medalha de prata a bordo do Rush VII, ao lado de Lars Thörn e Sture Stork.
Durante toda sua carreira, foi membro da Kungliga Svenska Segelsällskapet. Thorn e Stork tornaram-se campeões olímpicos em 1956 com o pai de Karlsson, Hjalmar Karlsson. Seu irmão Per-Olof também participou de uma regata olímpica de vela em Roma em 1960.